# Annika Saarikko

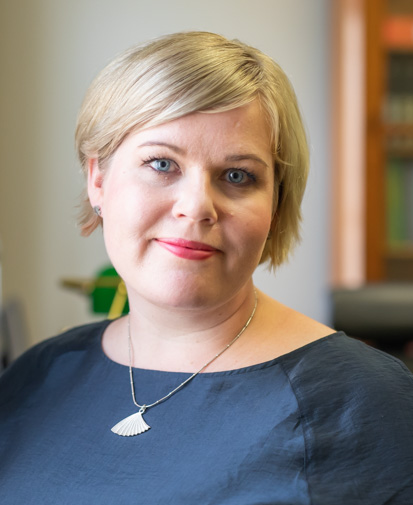
Annika Saarikko (2020)

Annika Virpi Irene Saarikko (geboren am 10. November 1983 in Oripää, Finnland) ist eine finnische Politikerin der Zentrumspartei (Suomen Keskusta) und war vom 10. September 2020 bis zum 20. Juni 2023 stellvertretende Ministerpräsidentin im Kabinett Marin von Sanna Marin. Vom 27. Mai 2021 bis zum 20. Juni 2023 war sie zudem Finanzministerin.

## Biografie
Annika Saarikko wurde 1983 in der finnischen Gemeinde Oripää in Südwestfinnland geboren. Sie machte 2002 ihren Schulabschluss an der Lauttakylän lukio, danach studierte sie an der Universität Turku, wo sie 2008 den Bachelor of Education und 2013 den Master of Arts in Medienwissenschaften machte.
Von 2006 bis 2008 arbeitete sie in wechselnden Positionen für die evangelische Gemeindegemeinschaft Turku und Kaarina und wurde dort Kommunikationsverantwortliche. In dieser Funktion wechselte sie in den Kirchenrat, bevor sie ab 2009 Pressesprecherin des Ministers für Entwicklungszusammenarbeit und Außenhandel am finnischen Außenministerium, Paavo Väyrynen, wurde. 2010 wechselte sie an das Büro des Premierministers und wurde erst Sonderberater der Ministerin für Soziales und Gesundheit Paula Risikko und danach des Ministerpräsidenten Matti Vanhanen.
Seit dem 20. April 2011 ist sie gewähltes Mitglied des finnischen Parlaments für den Wahlkreis Varsinais-Suomi. Seit dem 5. September 2020 ist Saarikko zudem Vorsitzende der Finnischen Zentrumspartei und löste damit Katri Kulmuni ab.
Von 2017 bis 2023 war sie Ministerin in verschiedenen Ressorts, vom 1. Juli 2017 bis zum 5. Juni 2019 als Ministerin für Familienangelegenheiten und soziale Dienste im Kabinett von Juha Sipilä und vom 6. Juni bis 8. August 2019 Ministerin für Kultur und Wissenschaft im Kabinett von Antti Rinne. Am 6. August 2020 übernahm sie erneut den Ministerposten für das Ressort Kultur und Wissenschaft im Kabinett Marin von Sanna Marin, nachdem sie vorher im Mutterschutz war und durch Hanna Kosonen vertreten wurde, und behielt den Posten bis zum 26. Mai 2021. Ab dem 27. Mai 2021 war sie Finanzministerin des Landes als Nachfolgerin von Matti Vanhanen. Seit 10. September 2020 war sie zudem stellvertretende Ministerpräsidentin des Landes. Mit dem Regierungswechsel nach der Wahl 2023 schied sie am 20. Juni 2023 aus der Regierung aus.

## Belege
1. 1 2 3 4 5  Profil auf der Webseite des Parlaments; abgerufen am 4. Dezember 2020.
2. ↑  Saarikko beats Kulmuni in Centre Party leadership vote auf yle.fi, 5. September 2020; abgerufen am 4. Dezember 2020.
3. ↑  Annika Saarikko appointed as Minister of Science and Culture auf foreigner.fi, 6. August 2020; abgerufen am 4. Dezember 2020.
4. ↑  Annika Saarikko appointed as Minister of Finance and Antti Kurvinen as new Minister of Science and Culture. In: valtioneuvosto.fi. Abgerufen am 18. Juni 2021 (englisch).